# Cameron Daddo
Cameron Peter Daddo (ur. 7 marca 1965 w Melbourne) – australijski aktor, producent, reżyser i muzyk.

## Życiorys
Urodził się w Melbourne jako najstarszy z synów Bronwen i Petera Daddo. Ma trzech młodszych braci: bliźniaków – Andrew i Jamie (ur. 1967) oraz Lauchie (ur. 1970), a także starszą siostrę Belindę.
Pracę w telewizji rozpoczął mając 19 lat jako gospodarz programu telewizyjnego dla dzieci Off the Dish, z którego powstał jego autorski program The Cameron Daddo Cartoon Show. W latach 1986–1987 prowadził program Perfect Match. Wkrótce zadebiutował rolą Joego Jonesa w telewizyjnym filmie wojennym Bohaterowie (The Heroes, 1988). Jego pierwszą główną rolą była postać detektywa Davida „Bony’ego” Bonaparte w telewizyjnym kryminale Bony (1990).
W 1992 nagrał solową płytę pt. A Long Goodbye, która zajęła drugie miejsce w Australii i przyniosła mu nagrodę Victorian Country Music Award dla najlepszego wokalisty.
W 1992 przeprowadził się do Los Angeles i rozpoczął karierę w Hollywood. Zadebiutował na dużym ekranie u boku Catherine Zety-Jones w filmie Kroniki młodego Indiany Jonesa (The Young Indiana Jones Chronicles, 1992). Potem wcielił się w postać fotografa Briana Petersona w serialu Agencja modelek (Models Inc., 1994–1995) z Lindą Gray.
Pojawił się jeszcze potem na dużym ekranie w horrorze fantastycznonaukowym Pterodaktyl (Pterodactyl, 2005) w roli profesora Michaela Lovecrafta – paleontologa, którego kariera leży w gruzach i dramacie Davida Lyncha Inland Empire (2006).
Jest również uznanym aktorem scenicznym. Swoją pierwszą znaczącą uhonorowaną Mo-Award (australijski odpowiednik amerykańskiej nagrody Tony Award) rolę Huckleberry’ego Finna zagrał na deskach teatralnych w spektaklu Wielka rzeka (Big River). Inne inscenizacje z jego udziałem to: Nienawidzę Hamleta (I Hate Hamlet), Listy miłosne (Love Letters), Czarnoksiężnik z Krainy Oz (The Wizard of Oz) Lymana Franka Bauma i Wyprawa na Żmirłacza (The Hunting of the Shark) Lewisa Carrolla.

## Życie prywatne
W 1991 ożenił się z australijską modelką Alison Brahe, z którą ma troje dzieci: syna Rivera (ur. 2000) i dwie córki – Lotus (ur. 1996) i Bodhi Faith (ur. 2006).

## Filmografia

### Filmy
- Ania z Zielonego Wzgórza (Anne of Green Gables, 1985) jako Jack Garrison jr.
- Herosi (The Heroes, 1988) jako Joe Jones
- Tracks of Glory (1992) jako Walker
- Młody Indiana Jones: Bohaterowie pustyni (Adventures of Young Indiana Jones: Daredevils of the Desert, 1999) jako Jack Anders
- Pomiędzy miłością a nienawiścią (Between Love and Hate, 1993) jako Alec
- Polowanie na czarownice (Witch Hunt, 1999) jako David Overton
- Ania z Zielonego Wzgórza: Dalsze losy (Anne of Green Gables: The Continuing Story, 2000) jako Jack Garrison Jr.
- Breakfast with Dick and Dorothy (2001) jako Dick
- Śniadanie z Di (Drive Time Murders, 2001) jako Dick Dashton
- Zebra Lounge (2001) jako Alan Barnet
- Wąglik (Anthrax, 2001) jako sierżant Anderson
- www.seks.com (Stealing Candy, 2002) jako Eddie
- Świat rzeki (Riverworld, 2003) jako Samuel L. Clemens
- The Incredible Mrs. Ritchie (2003) jako Jim
- Six Months Later (2005) jako John
- Chloe’s Prayer (2005) jako Peter Quinlan
- Pterodaktyl (Pterodactyl, 2005) jako Profesor Michael Lovecraft
- Wyznanie (Confession, 2005) jako ojciec Michael Kelly
- Blackwater Valley Exorcism (2006) jako Jacob
- Agent XXL 2 (Big Momma's House 2, 2006) jako Casal
- Inland Empire (2006) jako Menedżer Devona Berka
- Hacia la oscuridad (2007) jako Victor
- Drifter (2007) jako Martin
- A Kiss at Midnight (2008) jako Josh Sherman
- Scorched (2008) jako David Langmore
- Her Only Child (2008) jako Larry Nowack
- The Perfect Sleep (2009) jako Rogozhin

### Seriale telewizyjne
- Golden Fiddles (1991) jako Norman Balfour
- Kroniki młodego Indiany Jonesa (The Young Indiana Jones Chronicles, 1992–1993) jako Jack Anders (gościnnie)
- Bony (1992) jako David John "Bony" Bonaparte
- Models Inc. (1994–1995) jako Brian Peterson
- Po tamtej stronie (The Outer Limits, 1995–2002) jako Alec Landau (2001) (gościnnie)
- F/X (F/X: The Series, 1996–1998) jako Rolland 'Rollie' Tyler
- Ziemia: Ostatnie starcie (Earth: Final Conflict, 1997–2002) jako Jeff Marlowe (gościnnie)
- Prezydencki poker (The West Wing, 1999–2006) jako doradca (gościnnie)
- Wyspa Nadziei (Hope Island, 1999–2000) jako Daniel Cooper
- CSI: Kryminalne zagadki Las Vegas (CSI: Crime Scene Investigation, 2000) jako menadżer hotelu (gościnnie)
- Andromeda (2000–2005) jako Rafe Valentine (gościnnie)
- 24 godziny (24, 2001) jako Mitchell Hayworth (gościnnie)
- Bez śladu (Without a Trace, 2002–2009) jako Richard Connelly (gościnnie)
- Detektyw Monk (Monk, 2002–2009) jako Darryl Wright (gościnnie)
- Agent w spódnicy (She Spies, 2002–2004) jako Quentin Cross
- A.U.S.A. (2003) jako Joe (gościnnie)
- Summerland (2004–2005) jako Bryant (gościnnie)
- Jedenasta godzina (Eleventh Hour, 2008–2009) jako Ray Wynne (gościnnie)